# Jakub Szychdżamałow
Jakub Szychdżamałowicz Szychdżamałow (ros. Якуб Шихджамалович Шихджамалов; ur. 6 czerwca 1994) – rosyjski, a od 2021 roku rumuński zapaśnik startujący w stylu wolnym. Zajął trzynaste miejsce na mistrzostwach świata w 2022 roku. 
Ósmy na mistrzostwach Europy w 2022. Czwarty w Pucharze świata w 2015. Wicemistrz Rosji w 2014 roku.